# Ту-134
Ту-134 (по кодификации НАТО: Crusty — «Хрустящий») — советский пассажирский самолёт 2-го класса на 76—80 пассажиров для авиалиний малой и средней протяжённости, разработанный в начале 1960-х годов в ОКБ им. Туполева и выпускавшийся серийно с 1966 по 1984 год на Харьковском авиационном производственном объединении. Первый полёт выполнил 29 июля 1963 года, в эксплуатации с сентября 1967 года. Один из самых массовых пассажирских самолётов, выпускавшихся в Советском Союзе. Всего, вместе с опытными и предсерийными образцами, было построено 854 самолёта всех модификаций. Полностью производство было прекращено в 1989 году. Ту-134 поставлялся на экспорт в страны Варшавского договора.
Ту-134 — ближнемагистральный пассажирский самолёт с двумя турбореактивными двухконтурными двигателями Д-30. Двигатели установлены в хвостовой части фюзеляжа на пилонах, что значительно снизило шум в салоне по сравнению с самолётами предыдущих поколений и упростило обслуживание ЛА, сделав его менее дорогостоящим, но утяжелило хвост. Горизонтальное оперение поднято на вершину киля (Т-образное оперение). Топливо размещено в кессон-баках крыла.
Ту-134 был сертифицирован по международным нормам. Самолёт строился в различных модификациях: пассажирские, машины специального назначения, летающие лаборатории. Использовался также в школах ВВС.

## История
К началу 1960-х годов основу парка ближнемагистральных самолётов в СССР и социалистических странах составляли поршневые Ил-14, бравшие на борт до 36 пассажиров. В это время гражданская авиация вступала в реактивную эпоху. Первый в СССР реактивный самолёт Ту-104 использовался только на международных и особенно загруженных внутрисоюзных линиях, тогда как на региональных маршрутах использовались морально устаревающие самолёты. Появилась потребность в реактивном самолёте с дальностью до 2000 км, крейсерской скоростью 800—900 км/ч и пассажировместимостью не менее 40 человек, который можно было бы использовать на коротких взлётно-посадочных полосах. 1 августа 1960-го Совет министров СССР утвердил секретное постановление № 826—341 о создании скоростного пассажирского самолёта Ту-124А.
Ту-134 не проектировался как новый самолёт, а представляет глубокую модификацию Ту-124 с размещением ТРДД в хвостовой части фюзеляжа . Сам фюзеляж удлинили и заменили оперение на Т-образное. Проект под обозначением Ту-124А был разработан в 1961 году. Первые два опытных экземпляра (бортовые номера СССР-45075 и 45076) были изготовлены в 1963 году. В июле того же года самолёт впервые поднялся в небо. Главным конструктором был назначен Леонид Селяков, ранее работавший в ОКБ Мясищева, Яковлева и Челомея.

### Испытания
Лётные и сертификационные испытания начались летом 1963 года. В 1965 году самолёту было присвоено обозначение Ту-134. В это же время было прекращено производство Ту-124. Серийный выпуск начался в 1966 году. Ту-134 выпускался на Харьковском авиационном производственном объединении в течение 18 лет (с 1966 по 1984 год).
Самолёт был разработан для ближнемагистральных линий со слабым пассажиропотоком. Изначально предполагалось разместить в самолёте 56 мест для пассажиров (50 в двухклассной компоновке). Но от первого класса на тех самолётах, что предназначались для внутрисоюзных линий, вскоре решено было отказаться. За счёт этого число мест удалось довести до 72.
В 1965 году было изготовлено 9 предсерийных самолётов (бортовые номера с СССР-65600 по 65608) для лётных испытаний. На этих самолётах отсутствовал реверс, из-за чего пробег после посадки был очень велик. На всех серийных самолётах Ту-134 с двигателями Д-30 I серии (без реверсивного устройства) (бортовые номера СССР-65609 — 65644) в качестве дополнительного аэродинамического тормоза были предусмотрены тормозные парашюты, но на практике для торможения хватало подфюзеляжного щитка, доставшегося в наследство от Ту-124. Тормозные парашюты использовались при выполнении посадки на короткие ИВПП, при посадках с перелётом или при пониженном коэффициенте сцепления в плохих погодных условиях. Роль подфюзеляжного щитка в создании подъёмной силы была ничтожна, а лобовое сопротивление возрастало существенно. Двигатели Д-30 II серии с реверсом стали устанавливать лишь в 1970 году на самолёты Ту-134А.

### Начало эксплуатации и дальнейшая модернизация
Первые серийные самолёты были переданы «Аэрофлоту» в 1966 году. В сентябре 1967 года на Ту-134 был совершён первый коммерческий рейс Москва — Адлер. Однако почти три года Ту-134 использовались лишь на международных линиях и только летом 1969 года начали обслуживать внутрисоюзные линии Москва — Ленинград и Москва — Киев. Самолёт активно экспортировался: в 1968 году первые машины были проданы восточногерманской авиакомпании «Interflug», а чуть позже — польской «LOT».
В 1970 году была разработана модификация Ту-134А. Фюзеляж самолёта был удлинён с 35 до 37,1 м, стали устанавливаться двигатели Д-30 II серии, оснащённые реверсивным устройством, число мест увеличилось с 72 до 76, взлётная масса увеличилась с 45 до 47,6 тонн. В результате максимальная дальность полёта (перегоночная дальность) сократилась с 3100 до 2770 км, а дальность полёта с максимальной коммерческой нагрузкой (пассажиры + багаж) — до 2100 км. На самолётах, предназначенных для экспорта, отказались от штурмана и установили РЛС.
К началу 1972 года большая часть Ту-134 использовалась на международных линиях, тогда как регулярных рейсов внутри СССР было всего 12: из Москвы в Баку, Ереван, Киев, Кишинёв, Краснодар, Ленинград, Омск, Ригу и Сочи. Однако 18 мая 1972 под Харьковом разбился Ан-10, в катастрофе погибло 122 человека, и полёты самолётов этого типа были немедленно прекращены. В 1973 году из-за выявленных ошибок в конструкции от эксплуатации Ан-10 отказались вообще, и тогда во многих аэропортах СССР началась срочное переоборудование ВПП под приём Ту-134. Бо́льшая часть самолётов Ту-134 Шереметьевского и все Ту-134 Внуковского авиаотрядов стали обслуживать региональные линии, а вместо них поставлялись только что начавший перевозить пассажиров Ту-154 и дальнемагистральный Ил-62.
В 1980 году начался выпуск самолёта Ту-134Б. На этой модификации от штурмана отказались окончательно. Пассажировместимость была увеличена до 80 мест, взлётная масса доведена до 49 тонн. Начались также разработки варианта Ту-134Д с увеличенной тягой двигателей (8400 кгс), однако работы по этому самолёту были прекращены.

### Окончание эксплуатации
До 2019 года пассажирские Ту-134 были постепенно выведены из эксплуатации в России, поскольку устарели морально и физически: последним выпущенным экземплярам было к тому времени более четверти века.
Некоторые Ту-134 установлены в качестве памятников. Чаще всего их можно встретить в аэропортах (например, в Воронеже, Кишинёве, Махачкале, Минске, Могилёве, Ульяновске, Полтаве, Риге и т. д.), а также иногда и в городе (был в прошлом в Муроме). Так, в Москве первый прототип Ту-134 (Ту-124А), опытный экземпляр с бортовым номером СССР-45075, был установлен сначала на ВДНХ, а затем на территории СПТУ № 164 при АНТК имени А. Н. Туполева в районе ул. Молостовых в Новогирееве. Этот самолёт-памятник был снесён и распилен в начале апреля 2013 года.
21 мая 2019 года появились сообщения, что последний пассажирский рейс борта Ту-134 (Ту-134Б-3, бортовой номер RA-65693 1980 года выпуска) выполнен в этот день авиакомпанией «Алроса» по маршруту Иркутск — Мирный, после чего данный экземпляр планируется передать Новосибирскому музею авиации и космонавтики. В сообщениях этот борт назывался «последним эксплуатировавшимся в России пассажирским самолётом Ту-134». Последний рейс с пассажирами приземлился в аэропорту в 12:20 по местному времени (8:20 по МСК), после чего уже без пассажиров улетел на место стоянки в музее аэропорта Толмачёво (Новосибирск). Эксплуатацию самолётов Ту-134 продолжает только Министерство обороны РФ.

## Конструкция
Ту-134 выполнен по схеме цельнометаллического свободнонесущего низкоплана со стреловидным крылом (угол стреловидности — 35°), размещёнными в хвостовой части фюзеляжа двумя двигателями Д-30 различных серий. Механизация крыла — двухщелевые закрылки и выпускаемые только на земле интерцепторы; предкрылки отсутствуют. Площадь крыла — 127,3 м². Фюзеляж «заимствован» от Ту-124 и удлинён на 7 метров. Оперение — Т-образное. Шасси — убирающееся, трёхопорное. Передняя опора убирается в нишу в фюзеляже, основные — в специальные гондолы на крыле. Основные опоры имеют по две оси.
К конструктивным особенностям ранних версий Ту-134 относятся остеклённый нос (место штурмана), тормозной щиток под центропланом. Ту-134 стал также первым реактивным самолётом в СССР, на котором отказались от тросовой проводки к рулю направления (как это было на предшественниках Ту-134 — бомбардировщике Ту-16 и пассажирских Ту-104 и Ту-124), заменив жёсткими тягами и установив гидроусилитель.
В настоящее время самолётам установлен ресурс 40 000 лётных часов, 25 000 полётов в течение 25 лет. При условии индивидуальной оценки технического состояния ресурс может быть последовательно увеличен до 55 000 лётных часов, 32 000 полётов, 40 лет.
Интересной особенностью ранних версий данного ВС является расположение нескольких первых пассажирских кресел спиной вперёд, аналогично вагону железной дороги, со столиком между двумя рядами, обращёнными друг к другу. 

### Планер
Фюзеляж круглого сечения, с силовым набором из шпангоутов и стрингеров и гладкой работающей обшивкой, состоит из носовой, средней и хвостовой частей. Носовая и средняя части представляют собой единую гермокабину, в которой размещаются экипаж, пассажиры, багаж, буфет, гардероб, туалет. В хвостовой негерметичной части находятся ВСУ ТА-8, органы управления рулями и некоторые агрегаты электрооборудования — оба аккумулятора, преобразователи ПО-4500 и ПО-600С и др. Диаметр фюзеляжа 2,9 метра, длина — 33,445 м.
Для посадки пассажиров на левом борту имеется одна (или две) входная дверь. На правом борту в передней части фюзеляжа имеется дверь служебного входа, через которую осуществляется погрузка в передний багажный отсек. Погрузка в задний багажник производится через погрузочный люк справа внизу в хвостовой части. В случае аварийной посадки для эвакуации пассажиров имеются четыре аварийных люка для выхода на крыло — по два с каждой стороны. Для экстренной эвакуации пассажиров при отсутствии аэродромного трапа применяется надувной трап ТН-3 и спасательные фалы в районе аварийных выходов и форточек кабины экипажа.
Каркас пассажирской кабины состоит из перегородок, панелей, стен, потолка, багажных полок, изготовленных из фанеры и плит пенопласта. Под полом в передней части фюзеляжа расположена ниша передней ноги шасси, далее до хвостовой части в подполье расположен технический отсек с агрегатами и оборудованием, доступ в который осуществляется через съёмные панели пола или два гермолюка внизу фюзеляжа. Агрегаты и блоки также располагаются на этажерках в переднем и заднем багажниках.
Крыло самолёта состоит из центроплана, двух средних (СЧК) и двух отъёмных (ОЧК) частей. Силовым элементом крыла является кессон. Силовой набор крыла состоит из лонжеронов, стрингеров и нервюр. Кессоны СЧК и ОЧК являются топливными баками. На СЧК находятся интерцепторы, закрылки, гондолы и основные стойки шасси. На ОЧК располагаются разрезные элероны. На внешних элеронах имеются флетнеры (сервокомпенсаторы), на внутренних — триммеры-флетнеры. Площадь крыла без наплывов составляет 115 м².
Вертикальное оперение состоит из форкиля, киля и руля направления. Горизонтальное Т-образное хвостовое оперение состоит из переставного стабилизатора с рулём высоты. Силовой набор оперения состоит из лонжеронов, стрингеров и нервюр. РВ и РН выполнены с весовой балансировкой и осевой компенсацией. На РВ имеется триммер, на РН — триммер-флетнер.

### Система управления самолётом
Управление рулём высоты и элеронами безбустерное, управление рулём направления с помощью гидроусилителя ГУ-108Д. Для имитации нагрузки в канале РН установлены два пружинных загружателя. Также в канале направления установлен двухканальный демпфер рысканья ДР-134М с исполнительными механизмами РАУ-108. Демпфер работает только при отключённом автопилоте.
В канале крена (элероны) установлен дополнительный пружинный загружатель, включённый в работу постоянно.
Стабилизатор переставной, от 0 до −2,5 градуса по УПС. Взлётное положение стабилизатора — 1,5, посадочное от 0 до 2,5. Полётное — 0 градусов. Привод стабилизатора — электромеханизм МУС-7А.
Интерцепторы применяются только при торможении на пробеге. Полный угол выпуска составляет 52 градуса.
На самолётах по № 60346 устанавливался посадочный щиток с углом отклонения 40 градусов. С самолёта № 60350 щиток не устанавливался, а ниша щитка зашивается.
Посадочное положение внутренних закрылков — 38 градусов, внешних — 35 градусов. На взлёте закрылки выпускаются соответственно на 10 или 20 градусов по указателю. После доработки конструкции в начале 80-х годов, введено ограничение угла отклонения закрылков с 38 до 30 градусов, а управление посадочным щитком на машинах где он был установлен, отключено.
Привод триммера руля высоты — механизм УТ-15 от автомата триммирования АТ-2 системы БСУ-3П или продольного канала АБСУ-134, либо нажимными переключателями у пилотов, либо механическое управление тросовой проводкой от штурвальчиков. Электромеханизм триммера руля направления типа МП-100МТ-18, два электромеханизма триммеров элеронов типа МП-100МТ-20.

### Силовая установка
Двигатели установлены в хвостовой части фюзеляжа в гондолах, развёрнутых относительно оси фюзеляжа на 4 градуса. Первые Ту-134 были оснащены двумя двигателями Д-20П-125 (2 × 5800 кгс). На ранние Ту-134 устанавливались двигатели Д-30 I серии без реверса тягой по 6300 кгс, с электрическим запуском от двух стартер-генераторов СТГ-18МО. Серийные Ту-134А оснащались турбореактивными двухконтурными двигателями конструкции Соловьёва Д-30 II серии тягой по 6800 кгс. Двигатель выполнен по двухвальной схеме, состоит из компрессора, разделительного корпуса с коробками приводов агрегатов, камеры сгорания, турбины и выходного устройства, оснащён реверсивным устройством. Запуск двигателя — воздушным стартёром, получающим сжатый воздух только от ВСУ, запуск от другого работающего двигателя невозможен. Система зажигания электронная, включает агрегат зажигания СКНА-22-2А и 2 свечи поверхностного разряда СП-06ВП в воспламенителях.
В маслосистеме двигателя применяется минеральное масло МК-8П и синтетическое ВНИИ НП50-1-4Ф.
На самолётах Ту-134А и Ту-134Б использовались двигатели Д-30 II серии. На Ту-134А-3 и Ту-134Б-3 устанавливался двигатель Д-30 III серии тягой по 6920 кгс, который отличается от Д-30 II серии дополнительной пятой ступенью компрессора низкого давления. Дополнительная ступень компрессора помогала сохранять взлётную тягу около 6800 кгс при температуре окружающего воздуха +25°С на стандартных высокогорных ВПП.

### Гидросистемы
На самолёте имеются три независимых гидросистемы — основная, тормозная и автономная, рабочая жидкость во всех трёх — АМГ-10 (аналог — FH-51, взаимозаменяем с АМГ-10). Основная гидросистема работает от двух гидронасосов НП-43М/1 (НП-89) с приводом от двигателей, с давлением 210 кг/см². Эта гидросистема предназначена для уборки и выпуска шасси, управления интерцепторами, управления разворотом передних колёс, привода стеклоочистителей, питания гидроусилителя ГУ-108Д руля направления. Имеются два гидроаккумулятора: основной системы и системы питания ГУ-108Д.
Тормозная гидросистема предназначена для основного и аварийного торможения колёс на основных стойках шасси, а также для аварийного выпуска шасси. Давление в гидросистеме создаётся насосом 465Д с электроприводом. В системе имеются два гидроаккумулятора: основной тормозной и аварийной гидросистем. Аварийный аккумулятор работает для аварийного торможения колёс ООШ от агрегата УГ-100У. Слева на кресле второго пилота установлен ручной насос НР-01, от которого возможны как создание давления для работы тормозов, так и выпуск шасси, занимающий 15—20 минут.
Автономная гидросистема работает от электрической насосной станции НС-45 и служит для резервного питания гидроусилителя РН в случае отказа основной гидросистемы.

### Топливная система
Запас топлива Т-1 или ТС (РТ) размещается в шести крыльевых кессон-баках и дополнительных мягких баках. Полная заправка составляет 13 200 кг при плотности 0,8 г/см³ (без доп. баков) и 14 400 кг с мягкими дополнительными баками. Первые кессон-баки сообщаются через трубы перелива с дополнительными мягкими баками. Топливо из правой плоскости подаётся к правому двигателю, топливо левой плоскости питает левый двигатель и ВСУ. Для выравнивания уровня топлива в плоскостях имеется кран перекрёстного питания. Заправка топливом — централизованная, под давлением, через центральный (главный) электромагнитный кран заправки, имеется возможность дозаправки через заливные пробки, которые имеются в каждом кессон-баке сверху.
Дренажная система баков обеспечивает раздельное сообщение баков левой и правой плоскостей с атмосферой.
Контроль за уровнем топлива выполняется аппаратурой с ёмкостными топливомерами. Эта же аппаратура обеспечивает порядок расхода.

### Противопожарная система
На самолёте установлена система пожаротушения — в гондолах двигателей и отсеке ВСУ. Система пожаротушения в мотогондолах и ВСУ может работать в три очереди, причём первая очередь срабатывает автоматически, а введение в действие второй и третьей очередей — только вручную от кнопок пожаротушения на верхнем щитке лётчиков.
При посадке самолёта с убранным шасси система пожаротушения срабатывает автоматически от ударных механизмов (концевых выключателей с рычагами), расположенных в нижних точках на законцовках крыльев, щитках подкос-подъёмников основных опор шасси и в носовой части фюзеляжа.
При пожаре в отсеке ВСУ она автоматически выключается, закрываются створки воздухозаборника и в отсек срабатывает первая очередь пожаротушения.
Автоматика противопожарной системы — блоки ССП-2А с датчиками пожарной сигнализации ДПС-1АГ. В ЗБО установлены датчики дыма.
В буфете и хвостовой части пассажирской кабины имеются переносные огнетушители.

### Шасси
Основные стойки шасси Ту-134 имеют двухосные четырёхколёсные тележки, убираются назад по полёту в гондолы с одновременным переворотом тележки и установкой её вдоль стойки (подобная кинематика широко используется на туполевских машинах). Колёса типа КТ-81/3 с размерностью 930×305 мм. Передняя стойка убирается назад по полёту, в нишу в передней части фюзеляжа. Колёса К-288 размерностью 660×200 мм. Ширина колеи основных стоек шасси — 9,45 м.
На тормозных колёсах основных стоек установлена антиюзовая автоматика.
Разворот колёс передней стойки осуществляется посредством педалей у лётчиков. В рулёжном режиме угол разворота составляет ± 55º, во взлётно-посадочном режиме угол разворота ± 8º30´. При взлёте и отключении концевого выключателя АМ800К управление ставится в режим самоориентирования.

### Авиационное и радиоэлектронное оборудование
(Раздел написан на основе информации из источника: «Самолёт Ту-134Б. Инструкция по эксплуатации», книга 1, часть 1, глава 7).
Связное оборудование: самолётное переговорное устройство СПУ-7, самолётное громкоговорящее устройство СГУ-15 с магнитофоном «Арфа» или система СГС-25. Речевой самописец МС-61Б или МАРС-БМ. Внешняя связь — приёмо-передающаяя КВ радиостанция «Микрон», две УКВ-станции «Ландыш» или «Баклан». Навигационно-посадочная система «Курс-МП-2», дальномер СД-67, два радиокомпаса АРК-15, радиовысотомер РВ-5, радиосистема ближней навигации и посадки РСБН-2С. Метеолокатор «Гроза ГР-134» или «РОЗ-1», радиолокационный ответчик СОМ-64.
Пилотажно-навигационное оборудование включает: автоматическая бортовая система управления АБСУ-134 или бортовая система управления БСУ-3П, курсовая система КС-8, автомат углов атаки и сигнализации перегрузок АУАСП-15КР. Доплеровский измеритель скорости и сноса ДИСС-013-134, система сигнализации опасного сближения ССОС.
БСУ-3П состоит из автопилота АП-6ЕМ-3П, пилотажно-навигационной системы «Путь-4МПА» и автомата триммирования АТ-2. Система АБСУ-134 состоит из автопилота АП-134, системы траекторного управления СТУ-134, автомата тяги АТ-5 и аппаратуры ухода на второй круг.
Барометрическе приборы в кабине экипажа — комбинированный указатель скорости КУС-730/1100, высотомер ВМ-15К, вариометры ВАР-30М и ВАР-75М, высотомер-футомер УВИД-30-15К.
Источники электроэнергии — четыре генератора постоянного тока ГС-18ТО или ГС-18МО на двигателях с общей номинальной мощностью 72 кВт. Аварийный генератор ГС-12ТО на ВСУ, аккумуляторная батарея 12САМ-55 или две батареи 20НКБН-25. Сети переменного тока запитываются от электромашинных преобразователей тока типа ПО-4500, ПО-500А, ПТ-1000Ц, ПТ-1500Ц, ПТ-200Ц.

## Эксплуатация
Самолёты семейства Ту-134 производились в Харькове в 1966—1984 годах. В 1984 году серийное производство было свёрнуто, но в последующие годы было построено ещё несколько экземпляров. Последний Ту-134 сошёл со стапелей Харьковского авиазавода 30 июня 1989 года. Всего за 23 года было произведено 854 самолёта. К моменту окончания серийного производства Ту-134 стал третьим по числу выпущенных экземпляров советским турбореактивным авиалайнером (уступая Як-40 и Ту-154).
За долгие годы эксплуатации Ту-134 показал свою надёжность и экономичность, отвечая всем требованиям времени. По показателям коэффициента надёжности Ту-134 зарекомендовал себя практически безотказным. Выдающейся особенностью самолёта являются непревзойдённые до сих пор ограничения по величинам встречной (30 м/c) и боковой (20 м/с) составляющих ветра при взлёте и посадке. В условиях СССР, где подавляющее большинство аэродромов имели только одну ВПП, это качество сыграло заметную роль в повышении регулярности полётов. До начала 1990-х годов парк Ту-134 только в СССР перевёз около 500 млн пассажиров и сегодня продолжает работать на линиях стран СНГ и в ВВС. Кроме пассажирских перевозок, отдельные модификации Ту-134 используются в военной и сельскохозяйственной авиации. Так, на Ту-134УБЛ проходят тренировку лётчики дальней авиации (модификация для подготовки пилотов Ту-22М), на Ту-134Ш — штурманы (в салоне имеется несколько полноценных рабочих мест для штурманов-навигаторов Ту-22М). Построено некоторое количество машин для пассажирско-транспортных перевозок командных кадров ВС (штабных), в том числе и оборудованных спецсвязью (ЗАС), на базе Ту-134А.
Ту-134 считается[кем?] одним из самых шумных самолётов в мире. После вступления в действие Главы 3 приложения 16 Международной организации гражданской авиации в 2002 году, ужесточившей шумовые нормы для воздушных судов, эксплуатация Ту-134 в странах ЕС была запрещена, и сегодня он используется почти исключительно на внутренних маршрутах России и стран СНГ.
После катастрофы Ту-134 в аэропорту Курумоч в марте 2007 года было объявлено о том, что к 2015 году эксплуатация самолётов этой модели будет прекращена. С 1 января 2008 года обладатель одного из крупнейших флотов Ту-134, «Аэрофлот», прекратил их эксплуатацию. Часть самолётов была передана в дочерние компании «Аэрофлот-Норд» и «Аэрофлот-Дон», часть продана, часть списана.
На начало 2006 года в эксплуатации находилось 245 Ту-134, из них 162 — в России. К середине 2007 года число российских Ту-134 сократилось до 146, ещё через год — до 117. В эти годы большинство летающих в России машин использовалось как бизнес-чартеры.
23 июня 2011 года Президент России Дмитрий Медведев поручил Минтрансу рассмотреть возможность полного вывода лайнеров Ту-134 из эксплуатации на регулярных рейсах с 2012 года.
С 1 января 2012 года к полётам на территории России допускаются только самолёты, дополнительно оборудованные системой предупреждения столкновения с землёй.
По состоянию на 2020 год единственной в мире пассажирской авиакомпанией, эксплуатирующей этот самолёт является северокорейская Air Koryo. Эксплуатацию самолётов Ту-134 в России продолжает только Министерство обороны. По меньшей мере, один Ту-134АК используется Министерством обороны Республики Беларусь.

## Модификации

### Ту-134 (1966—1970)
Базовая проектная модификация с застеклённым носом для штурмана. Самолёты первой серии могли взять на борт до 64 пассажиров, позже число возрастает до 72. Название Ту-134 самолёт получил в 1966 году. Прототип Ту-124А был оснащен двумя двигателями Д-20П-125 (2 × 5800 кгс). Весной 1969 года Ту-134 был представлен на авиасалоне в Ле-Бурже. Всего самолётов базовой версии было выпущено 79 единиц, включая 2 опытных Ту-124А  (один для стат. испытаний) 1963г и 4 предсерийных (1964—1965), 30 из них были поставлены на экспорт в ГДР и Польшу. Самолёты оснащались двигателями Д-30 I серии (2 × 6300 кгс). Для уменьшения длины пробега устанавливался тормозной парашют.

### Ту-134А (1970—1980)
Ту-134А — серийная модификация самолёта выпускалась с апреля 1970 года до 1980 года. На Ту-134А установили более совершенные двигатели Д-30 второй серии с уменьшенным расходом топлива и реверсом тяги, благодаря чему тормозной парашют стал не нужен, а в хвостовой части фюзеляжа, где размещался парашют, была установлена вспомогательная силовая установка (ВСУ) ТА-8. Кроме этого, фюзеляж Ту-134А стал длиннее на 2,1 м, число пассажирских кресел возросло до 76. Часть Ту-134А была выпущена с радиолокатором «Гроза-134», вследствие чего рабочее место штурмана было перенесено в пилотскую кабину и находилось в проходе. Эти самолёты приобрели вид, характерный для Ту-134Б.
- Ту-134А-2 — самолёт с переделанным стеклянным носом.
- Ту-134А-3 — вторая серия, с усовершенствованными турбореактивными двигателями Соловьёва Д-30 третьей серии.
- Ту-134АК — самолёт с салоном 1 класса на 24 места и салоном «люкс» на 13 пассажиров. Отличался наличием второй двери для пассажиров со встроенным трапом. Часть самолётов оборудовалась средствами спецсвязи. Выпускался, в основном, для ВВС и правительственных перевозок.
- Ту-134А «салон» — аналог Ту-134АК с одной дверью.

### Ту-134Б (1980—1984)
Модернизированный Ту-134А. Снижена масса пустого самолёта, добавлены большие задние аварийные выходы, экипаж сократился до 3 человек, разработана новая компоновка салона, грузового отсека и подсобных помещений, пассажировместимость увеличилась до 80 мест. Серийное производство началось в марте 1980 года. Вместо остеклённой носовой кабины штурмана установлена радиолокационная система «Гроза-134». Управление силовой установкой, триммером руля высоты и навигационной системой перенесено на центральный пульт. В отличие от Ту-134А с «радарным носом» было установлено 2 экрана локатора на боковых пультах вместо одного посередине. Некоторые модели Б имеют увеличенный запас топлива.
- Ту-134Б-3 — модернизированный самолёт Ту-134Б с двигателями Соловьёва Д-30 третьей серии.

- Ту-134БВ — модификация для отработки и контроля системы автоматической посадки «Вымпел», создаваемой для космического челнока «Буран».
- Ту-134Б «салон» — самолёт повышенной комфортности на базе Ту-134Б. Отличался наличием второй двери для пассажиров в хвостовой части. Изготовлено 7 самолётов. Ещё несколько самолётов переоборудовано из пассажирских Ту-134Б, при этом вторая дверь отсутствовала.

### Прочие
- Ту-134ЛК — Модификация, представляющая собой летающую лабораторию для отработки космических программ и тренировки космонавтов.
- Ту-134М — Проект модернизированного Ту-134Б. На самолёт предполагалось установить двигатели Д-436Т1-134 и новое оборудование. Разработан в 1993 году.
- Ту-134С — Проект грузового самолёта на базе Ту-134А.
- Ту-134СХ — Самолёт для сельскохозяйственных нужд.

- Ту-134УБЛ — Тренажёр для обучения экипажей лётчиков морской и стратегической авиации. Самолёт отличает особенная конструкция носовой части фюзеляжа, схожая с бомбардировщиками Ту-22М и Ту-160.
- Ту-134УБЛ-Ш — Тренажёр для обучения штурманов морской и стратегической авиации. От Ту-134УБЛ его отличает дополнительное рабочее место штурмана в центроплане, оборудованное навигационным комплексом НК-45 (применяется на Ту-22М3) и двумя многозамковыми балочными держателями МБД3-У6-68ш в нижней части фюзеляжа, что позволяет выполнять практическое бомбометание и тактический пуск ракет с использованием комплекса НК-45. Максимальная боевая нагрузка — 8 шт. ОФАБ-100-120

- Ту-134Ш (Ту-134Уч) — Самолёт для тренировок штурманов дальней и фронтовой бомбардировочной авиации. В пассажирском салоне оборудовано 12 рабочих мест. В носовой части установлена радиолокационная система «Рубин-1» или «Инициатива». Выпускался в вариантах Ту-134Ш-1 (для группового обучения пилотированию и бомбометанию применительно к самолётам Ту-22 и Ту-22М) и Ту-134Ш-2 (для подготовки штурманов фронтовой авиации).
- Ту-134Ш-СЛ — Летающая лаборатория для испытаний радиоэлектронного оборудования.
- Ту-134А-3М — VIP-модификация. Всего существует 6 таких самолётов (65721, 65723, 65724, 65917, 65928, 65930). Переделаны из Ту-134СХ.
- Ту-134А-4 — Он же Ту-134УБЛ

Серийное производство Ту-134 было прекращено в 1984 году, однако, ещё в течение последующих пяти лет, до 1989 года включительно, Харьковский авиационный завод по отдельным заказам выпускал модификации Ту-134АК, Ту-134А-3М, Ту-134СХ.

## Лётно-технические характеристики
| Габариты                        |                        |                         |                        |
| Длина                           | 37,1 м                 | 37,1 м                  | 37,1 м                 |
| Размах крыла                    | 29 м                   | 29 м                    | 29 м                   |
| Высота                          | 9,02 м                 | 9,02 м                  | 9,02 м                 |
| Диаметр фюзеляжа                | 2,9 м                  | 2,9 м                   | 2,9 м                  |
| Ширина салона                   | 2,61 м                 | 2,61 м                  | 2,61 м                 |
| Высота салона                   | 1,96 м                 | 1,96 м                  | 1,96 м                 |
| Число мест                      |                        |                         |                        |
| Экипажа                         | 4                      | 3                       | 3                      |
| Пассажиров                      | 76                     | 80                      | 12                     |
| Масса                           |                        |                         |                        |
| Взлётная                        | 47 т                   | 47,6 т                  | 47 т                   |
| Коммерческая                    | 8,2 т                  | 9 т                     | —                      |
| Посадочная                      | 43 т                   | 43 т                    | 43 т                   |
| Запас топлива                   | 13,2 т                 | 14,4 т                  | 16,5 т                 |
| Лётные данные                   |                        |                         |                        |
| Крейсерская скорость            | 850 км/ч               | 880 км/ч                | 885 км/ч               |
| Дальность полёта                | 2100 км                | 2020 км                 | 1890 км                |
| Эксплуатационный потолок        | 12 100 м               | 10 100 м                | 11 900 м               |
| Длина взлётно-посадочной полосы | 2200 м                 | 2550 м                  | 2200 м                 |
| Двигатели                       | 2 × 6800 кгс (Д‑30‑II) | 2 × 6930 кгс (Д‑30‑III) | 2 × 6800 кгс (Д‑30‑II) |
| Расход топлива (взлётн. режим)  | 8296 кг/ч              | 8454,6 кг/ч             | —                      |
| Расход топлива (крейсер. режим) | 2300 кг/ч              | 2062 кг/ч               | —                      |
| Расход топлива                  | 2907 кг/ч              | 3182 кг/ч               | —                      |
| Удельный расход топлива         | 45 г/(пасс.⋅км)        | 45,2 г/(пасс.⋅км)       | —                      |

## Аварии и катастрофы
По данным сайта Aviation Safety Network по состоянию на 15 марта 2019 года в общей сложности в результате катастроф и серьёзных аварий были потеряны 75 самолётов Ту-134. Ту-134 пытались угнать 30 раз, при этом погибли 14 человек. Всего в этих происшествиях погибло 1473 человека.

## Ту-134 в музеях и на постаментах
| Тип       | Бортовой номер                     | Местонахождение | Изображение |
| --------- | ---------------------------------- | --- | ----------- |
| Ту-134А   | RA-65047                           | Музейный комплекс УГМК Верхняя Пышма |             |
| Ту-134А   |                                    | Установлен на площадке перед цехом № 5 окончательной сборки самолётов на Харьковском авиационном заводе |             |
| Ту-134А   | CCCP-65601, серийный номер 6350003 | Государственный музей авиации Украины |             |
| Ту-134А   | CCCP-65743, серийный номер 2351605 | Государственный музей авиации Украины |             |
| Ту-134    |                                    | Установлен перед въездом на прилегающую территорию Кишинёвского международного аэропорта |             |
| Ту-134УБЛ | 43                                 | Государственный музей авиации Украины |             |
| Ту-134УБЛ | 42                                 | Государственный музей дальней авиации Украины, Полтава |             |
| Ту-134А   | (уменьшенный макет)                | Аллея почёта авиации в Нижневартовске (ХМАО) |             |
| Ту-134А   | RA-65880                           | Установлен рядом с аэропортом в Воронеже |             |
| Ту-134А   | RA-65132                           | Установлен рядом с аэропортом в городе Салехарде |             |
| Ту-134А   |                                    | Установлен на площади у аэропорта Худжанд |             |
| Ту-134Б   | RA-63235                           | В 2015 году был установлен рядом с апарт-комплексом «Лайнер» в районе Ходынского поля и использовался в качестве офиса продаж. В данный момент находится на продаже. На месте его текущей установки планируется благоустройство территории. |             |
| Ту-134А-3 | СССР-65012                         | Установлен 30 октября 2019 году при въезде на аэровокзальную площадку аэропорта «Рощино» в г. Тюмени |             |
| Ту-134Б   | СССР-65579                         | Установлен возле аэропорта Уйташ (Махачкала) |             |
| Ту-134    | CCCP-65615                         | Кривой Рог. В экспозиции Музея авиации |             |
| Ту-134А-3 | RA-65944                           | Владивосток. Пляж Черепаха. |             |
|           |                                    | |             |